# Archives publiques de l'Ontario
Les Archives publiques de l'Ontario sont une institution du gouvernement de l'Ontario destinée à conserver et diffuser différents documents produits en Ontario.
Les archives furent fondées en 1903, elles se trouvent à l’université York.